# Plataforma de desarrollo sin código

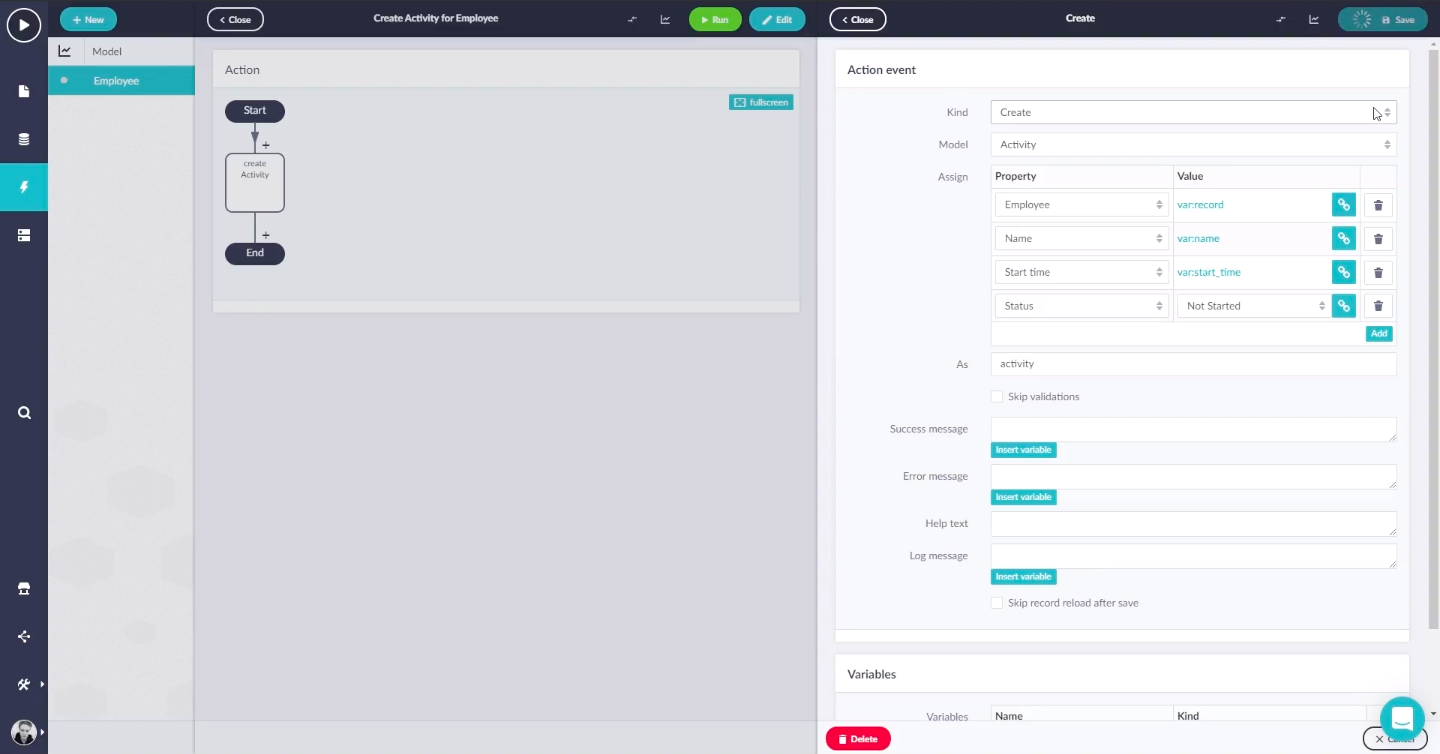
Ejemplo de interfaz de usuario de la plataforma de aplicaciones sin código Betty Blocks.

Las plataformas de desarrollo sin código (NCDP, por sus siglas en inglés) permiten a programadores y no programadores crear software de aplicación a través de interfaces gráficas de usuario y configuración en lugar de la programación informática tradicional. Las plataformas de desarrollo sin código, también llamadas plataformas no-code, están estrechamente relacionadas con las plataformas de desarrollo de código bajo o plataformas low-code, ya que ambas están diseñadas para acelerar el proceso de desarrollo de aplicaciones. Sin embargo, a diferencia del código bajo, las plataformas de desarrollo sin código no requieren escritura de código en absoluto y, por lo general, ofrecen plantillas prediseñadas con las que las empresas pueden crear aplicaciones. Estas plataformas han aumentado en popularidad a medida que las empresas se enfrentan a las tendencias paralelas de una fuerza de trabajo cada vez más móvil y una oferta limitada de desarrolladores de software competentes.
Las plataformas de desarrollo sin código están estrechamente relacionadas con los lenguajes de programación visual .

## Uso
Los NCDP se utilizan para satisfacer las necesidades de las empresas que buscan digitalizar procesos a través de aplicaciones móviles basadas en la nube. Las herramientas sin código a menudo se diseñan teniendo en cuenta a los usuarios de la línea de negocios en lugar de la TI tradicional. Este cambio de enfoque está destinado a ayudar a acelerar el ciclo de desarrollo al pasar por alto las limitaciones tradicionales de desarrollo de TI de tiempo, dinero y los escasos recursos de capital humano de desarrollo de software para permitir que los equipos alineen su estrategia comercial con un proceso de desarrollo rápido. Los NCDP también suelen aprovechar las API a escala empresarial y los catálogos de servicios web, los conjuntos de datos abiertos y las galerías de plantillas probadas y probadas para ayudar a integrar los sistemas comerciales existentes y agregar una capa práctica de funcionalidad para el usuario.
La transición del software empresarial tradicional a una metodología de desarrollo lean también está cambiando el rol de los líderes y departamentos de TI tradicionales. Mientras que TI alguna vez proporcionó no solo la aprobación de nuevas tecnologías, sino también la adquisición y el desarrollo de nuevas herramientas, el rol de TI ahora es cada vez más uno de gobierno sobre la línea de negocios que desarrolla herramientas de nicho para su flujo de trabajo.
Los beneficios potenciales de utilizar un NCDP incluyen:
- Acceso: para 2018, se ha estimado que más de la mitad de todas las aplicaciones móviles B2E (empresa a empleado) serían creadas por analistas de negocios empresariales utilizando herramientas sin código. Este cambio en curso está aumentando la cantidad de posibles creadores de aplicaciones, desde personas con habilidades de codificación hasta cualquier persona con acceso a Internet y perspicacia empresarial funcional.[9]
- Agilidad: los NCDP generalmente brindan cierto grado de interfaz de usuario con plantilla y funcionalidad de experiencia del usuario para necesidades comunes, como formularios, flujos de trabajo y visualización de datos, lo que permite a los creadores acelerar partes del proceso de creación de la aplicación.[10]
- Riqueza: los NCDP, que en un momento se limitaron a funciones de aplicaciones más básicas, brindan cada vez más un nivel de riqueza de características e integraciones que permite a los usuarios diseñar, desarrollar e implementar aplicaciones que satisfagan necesidades comerciales específicas.[11]
- Automatización: el trabajador común está cada vez más ocupado y trabaja más horas en promedio, y con la proliferación de herramientas de software de bajo código y más acceso a las API comerciales, existe una clara oportunidad para que los trabajadores automaticen sus tareas actuales utilizando estas nuevas plataformas de desarrollo sin código. .[12]

## Problemas de seguridad
Algunos escritores plantean preocupaciones sobre la seguridad de la plataforma, en particular para las aplicaciones que manejan datos de consumidores. Los defensores del NCDP  afirman que el código personalizado es a menudo un mayor riesgo de seguridad que el código de plataforma que ha sido validado por su uso consistente en múltiples aplicaciones. Las soluciones sin código permiten que las plataformas oculten a los usuarios lo que sucede detrás de escena, lo que les permite cambiar o modificar un campo mientras mitigan ciertos errores que podrían comprometer la seguridad.
Las plataformas sin código o de código bajo también pueden ofrecer algunas de las siguientes funciones de seguridad:[cita requerida]
- Auditorías de seguridad y cumplimiento de la plataforma.[18]
- Inicio de sesión único y autenticación.
- Control de acceso a la plataforma.
- Control de acceso a aplicaciones y auditorías.
- Código seguro usando complementos.
- Puntos finales API seguros.